# 所さんのただものではない!
『所さんのただものではない!』（ところさんのただものではない）は、1985年10月12日から1991年9月21日までの6年間、フジテレビ系列で放送されていたクイズ番組。所ジョージの冠番組で、番組は漢方薬メーカー・ツムラの一社提供。
放送時間は土曜日の19:00 - 19:30 (JST) だった。

## 番組概要
1985年5月から半年間放送された、宇崎竜童と所がMCを務めていたバラエティ番組『夜はタマたマ男だけ!!』の1コーナー「所さんのただものではナイ!（「ない」がカタカナ表記）」が好評だったため、同番組の終了後に独立した番組として昇格した。
ツムラの一社提供番組。番組開始当時は「津村順天堂」の社名であり、主力商品である入浴剤「バスクリン」から、タイトルクレジットは『バスクリンタイム 所さんのただものではない!』だった。1988年に津村順天堂がツムラに社名変更した際に、『ツムラTIME 所さんのただものではない!』とした。
司会の所が出題したお題を、出演する3名の子供が言葉でそれぞれ自分が想定するヒントを出し、そのヒントを手がかりにして大人の解答者3名が回答するクイズが中心。最終問題を除いては基本的に筆記で解答する（ただし、番組初期は筆記問題のみだった。その上、最後の逆転クイズもなく、1問に付き全て人形1つだった）。なお、言葉によるヒントの他にも、作文や絵や切り絵や粘土（必ず筆記問題の最後の問題だった）で作った作品によるものや、ジェスチャーを使ったヒントなどもあった。クイズの正解者には得点として所ジョージ人形（所の自画像イラストを人形にしたもの）が贈られる。また、獲得した人形が持ち帰りができた。
中期辺りから、1問目は早押しクイズを行う場合があった。毎回違った小学校を取材していて、その生徒に1人1つずつヒントを出させ、解った時点でボタンを押して答える形式だった。
最終的に所ジョージ人形の最も多い解答者に白トコちゃん人形（後に金色のトコちゃん）がプレゼントされるが、賞品は特に無かった。（番組特製の白いジャンパーを渡されるが、実際に貰えるかどうかは不明）。最も少ない解答者にはダメトコちゃん人形（黒い）が贈られる。この人形は持ち帰りができた。
番組オープニングは、所の歌とその歌詞に合わせたアニメーション（所のデザイン）だった。まず、通常通りのオープニングの曲を流しながら所が滑り台から登場し、途中から童謡の演奏に切り替わる演出をしていた。子役側の出演者は、1問目が終了した後、セットの滑り台から登場した。エンディングは、最下位だった解答者（ダメトコちゃん）に向かって、ひもスプレーをかける罰ゲームをやっていた。なお、最下位の解答者は、ひもスプレーで出たごみを取るための掃除をするために、ほうきとちりとりを持たされていた。
正解を発表する前に、大人の回答者の答えに正解がある場合には子供たちが両手で○を描いて「ありまーす!」、無い場合は×を描いて「ありませーん!」と叫ぶアクションは当時視聴者の間で流行した。
番組終了後は1時間枠に移行となり、『たけし・逸見の平成教育委員会』が開始する。ツムラ提供枠は同番組前半パートに引き継がれた（のちに複数社提供となる）。

## エピソード
レギュラー子役出演者のカケフくんは、よく答えを勘違いしてヒントを出していた。ハプニングが起きた時には新聞のラテ欄に「思わず答えをポロリ?」「また勘違い?」などと書かれることがよくあったが、中期からは、「ゲタを英語で言うと?」などと、勘違いの内容が書かれていた（以上、1985年10月～1986年3月間の各新聞テレビ欄）。
- 「婚約」を「コンニャク」と勘違いし、「豆腐屋で見たよ」とヒントを出した[7]。
- 「スキャンダル」を「サンダル」と勘違いし、「ゲタを英語で言うとこうなる」とヒントを出した[8]。
- 「年増」という答えだったが、遊園地の「としまえん」と勘違いし「大きなプールがある」等この場所の特徴をヒントに出したことで回答者の殆どが誤答した。

## 出演者

### 司会
- 所ジョージ

### アシスタント
- 泉本教子
- 小林由佳

### 解答者
以下から週替わりで出演。時期によって入れ替わりがあった。力関係がはっきりしており、風見しんごと野々村真がよく弄られ、風見と野々村が共演すると野々村が優先的に弄られた。
- 田代まさし（中盤から毎週レギュラー出演）
- 森末慎二
- 桑野信義
- 風見しんご
- 東八郎
- 高田純次
- 斎藤清六
- 高橋英樹
- 高見知佳
- 田中美佐子
- つのだ☆ひろ
- 松本小雪
- 吉沢秋絵
- 野々村真
- ゆうゆ
- 長野智子
- 早見優
- 田村英里子
- 福井敏雄
- ABブラザーズ
- ケント・デリカット
- チャック・ウィルソン
- オスマン・サンコン
- マリアン
- ヒロコ・グレース

ほか

### おもな子役
- 間下このみ - 1991年3月、小学校卒業に伴い降板。
- カケフくん（相良健治） - 1990年3月、小学校卒業と同時に芸能界引退に伴い降板。
- 杉木康二 - 当初は朝潮に似ていたので「朝潮君」名義で出演していたが、朝潮の大相撲引退に伴い「二郎さん」（坂上二郎がモチーフ）に改名。
- さやか
- けんたろう
- つばさ（けんたろうの双子の弟）
- ひろし
- ライアン
- バビ
- さとみ
- リサ
- コブー
- 土井たか子 - 土井と同姓同名。
- JR君（後に「よしこちゃんの弟」に改名）
- 高野モニカ
- ほか

## スタッフ
途中まではスタッフロールの冒頭と最後のフジテレビの局ロゴだけ、オープニング同様にアニメーション（所のデザイン）となっていた（のちに通常の形式になった）。
- 構成：鈴木しゅんじ、高橋秀樹、長田充、妹尾匡夫、荒木美子、デーブ・スペクター
- マンガ：所ジョージ
- アニメーション製作：奥山重之助、TEAビデオセンター、国際アニメーション
- 動画：川上修司
- 音楽：新井武士
- 演奏：NASTY
- 編成：原岡健一郎
- 営業：植杉伸夫
- 技術：岩沢忠夫
- カメラ：藤本敏行、田中祥嗣
- 音声：油谷真一、松本政利
- 映像：谷古宇利勝
- 照明：嶺岸一彦、大竹康裕、山本英夫
- 音響効果：志田博英
- VTR編集：鈴木敬二（IMAGICA）
- MA：円城寺暁（IMAGICA）
- 美術制作：山田茂夫、松沢由之
- デザイン：山本修身
- 美術進行：金子隆、足立和彦
- 大道具：高舘昭一、小林伸悟
- 装飾：池田浩明、川田憲昭、高野城二
- 視覚効果：高橋信一、浅田雅美
- 電飾：石崎定義、宇塚敏明、森智
- アクリル装飾：高信作、橋本順
- スタイリスト：矢野悦子
- タイトル：高柳義信
- 人形制作：スタジオ・モア、パドマ工芸、CAVIN（佐藤吉一）
- タイムキーパー：石井成子
- ディレクター：田辺恵造、相馬信雄
- プロデューサー・ディレクター[9]：小林豊
- 技術協力：ニユーテレス
- 制作協力：TV CLUB、三栄通商
- 制作著作：フジテレビ

## テーマソング
- オープニング曲「仔豚のチャールストン」（所ジョージ）
- エンディング曲「大人ってむずかしい」（ぶんけかな）

## ネット局
系列は放送当時のもの。
| 放送対象地域   | 放送局             | 系列                                         | ネット形態 | 備考                                          |
| -------------- | ------------------ | -------------------------------------------- | ---------- | --------------------------------------------- |
| 関東広域圏     | フジテレビ         | フジテレビ系列                               | 制作局     |                                               |
| 北海道         | 北海道文化放送     | フジテレビ系列                               | 同時ネット |                                               |
| 青森県         | 青森放送           | 日本テレビ系列 テレビ朝日系列                | 遅れネット |                                               |
| 岩手県         | テレビ岩手         | 日本テレビ系列                               | 遅れネット | 1988年3月打ち切り                             |
| 岩手県         | 岩手めんこいテレビ | フジテレビ系列                               | 同時ネット | 1991年4月開局から                             |
| 宮城県         | 仙台放送           | フジテレビ系列                               | 同時ネット |                                               |
| 秋田県         | 秋田テレビ         | フジテレビ系列                               | 同時ネット |                                               |
| 山形県         | 山形テレビ         | フジテレビ系列                               | 同時ネット |                                               |
| 福島県         | 福島テレビ         | フジテレビ系列                               | 同時ネット |                                               |
| 山梨県         | 山梨放送           | 日本テレビ系列                               | 遅れネット |                                               |
| 新潟県         | 新潟総合テレビ     | フジテレビ系列                               | 同時ネット |                                               |
| 長野県         | 長野放送           | フジテレビ系列                               | 同時ネット |                                               |
| 静岡県         | テレビ静岡         | フジテレビ系列                               | 同時ネット |                                               |
| 富山県         | 富山テレビ         | フジテレビ系列                               | 同時ネット |                                               |
| 石川県         | 石川テレビ         | フジテレビ系列                               | 同時ネット |                                               |
| 福井県         | 福井テレビ         | フジテレビ系列                               | 同時ネット |                                               |
| 中京広域圏     | 東海テレビ         | フジテレビ系列                               | 同時ネット |                                               |
| 近畿広域圏     | 関西テレビ         | フジテレビ系列                               | 同時ネット |                                               |
| 島根県・鳥取県 | 山陰中央テレビ     | フジテレビ系列                               | 同時ネット |                                               |
| 広島県         | テレビ新広島       | フジテレビ系列                               | 同時ネット |                                               |
| 山口県         | テレビ山口         | TBS系列 フジテレビ系列                       | 遅れネット | 1987年9月打ち切り                             |
| 徳島県         | 四国放送           | 日本テレビ系列                               | 遅れネット |                                               |
| 岡山県・香川県 | 岡山放送           | フジテレビ系列                               | 同時ネット |                                               |
| 愛媛県         | テレビ愛媛         | フジテレビ系列                               | 同時ネット |                                               |
| 高知県         | 高知放送           | 日本テレビ系列                               | 遅れネット |                                               |
| 福岡県         | テレビ西日本       | フジテレビ系列                               | 同時ネット |                                               |
| 佐賀県         | サガテレビ         | フジテレビ系列                               | 同時ネット |                                               |
| 長崎県         | テレビ長崎         | フジテレビ系列                               | 同時ネット | 1990年9月まで日本テレビ系列とのクロスネット局 |
| 熊本県         | テレビ熊本         | フジテレビ系列                               | 同時ネット | 1989年9月までテレビ朝日系列とのクロスネット局 |
| 大分県         | テレビ大分         | フジテレビ系列 日本テレビ系列 テレビ朝日系列 | 遅れネット | 1990年9月打ち切り                             |
| 宮崎県         | テレビ宮崎         | フジテレビ系列 日本テレビ系列 テレビ朝日系列 | 同時ネット |                                               |
| 鹿児島県       | 鹿児島テレビ       | フジテレビ系列 日本テレビ系列                | 遅れネット | [ 11 ]                                        |
| 沖縄県         | 沖縄テレビ         | フジテレビ系列                               | 同時ネット |                                               |